# Love at First Sight
Love at First Sight (с англ. — «Любовь с первого взгляда») — песня австралийской певицы Кайли Миноуг, выпущенная в июне 2002 года в качестве третьего сингла с её восьмого студийного альбома Fever (2001).

## Информация
«Love at First Sight» была написана Кайли Миноуг, Ричардом Стэннардом, Джулианом Галлахером, Эшем Хоусом и Мартином Харрингтоном, в качестве продюсеров выступили Р. Стэннард и Дж. Галлахер. Песня была выпущена третьим синглом в Великобритании и вторым синглом в США.
Сингл достиг 2-го места в хит-параде Великобритании и не покидал список 75 наиболее популярных хитов страны в течение 12 недель. В итоге сингл стал «платиновым», было продано более 183.000 экземпляров. Песня также была очень успешной в других странах, и достигла Топ 10 в Испании, Израиле, Гонконге, Польше, Канаде, Венгрии и Ирландии. «Love at First Sight» достигла третьей строчки в родной стране Миноуг Австралии и заработала там «золотой» статус за более чем 35.000 проданных экземпляров.
Благодаря благоприятному приёму, «Love at First Sight» была выпущена в США с другой аранжировкой. Миноуг ранее добивалась успеха в американском хит-параде Billboard Hot 100 с синглами «The Loco-Motion» (1988) и «Can't Get You Out of My Head» (2001). «Love at First Sight» достиг 23-го места в этом хит-параде и стал вторым подряд синглом певицы, попавшим в Топ 40 Billboard Hot 100.

## Критика
«Love at First Sight» получила положительные отзывы музыкальных критиков. Крис Тру из AllMusic благосклонно отозвался о треке, заявив, что такие песни, как «Give It to Me» и «Love at First Sight» помогают ей «выйти за рамки и преодолеть ограничения, что делает эту запись сильной евродэнс-пластинкой, которая понравится всем возрастам». Алекс Нидхэм из New Musical Express назвал песню «штормом диско». Алексис Петридис из The Guardian прокомментировал: «Как и песни Робби Уильямса, треки на Fever основаны на легко усваиваемых отсылках к поп-музыке».

## Список композиций
Британский CD 1
1. «Love at First Sight» – 3:59
2. «Can't Get Blue Monday Out Of My Head» – 4:03
3. «Baby» – 3:49
4. «Love at First Sight» (Video)

Британский CD 2
1. «Love at First Sight» – 3:59
2. «Love at First Sight» (Ruff and Jam Club Mix) – 9:31
3. «Love at First Sight» (The Scumfrog Vocal Edit) – 4:26

Австралийский CD
1. «Love at First Sight» – 3:59
2. «Can't Get Blue Monday Out Of My Head» – 4:03
3. «Baby» – 3:49
4. «Love at First Sight» (Ruff and Jam Club Mix) – 9:31
5. «Love at First Sight» (Twin Masterplan Mix) – 5:55
6. «Love at First Sight» (The Scumfrog Vocal Edit) – 4:26